# Danilson Córdoba
Danilson Córdoba, kolumbijski nogometaš, * 6. september 1986, Quibdó, Kolumbija.
Za kolumbijsko reprezentanco je odigral tri uradne tekme.